# Juan Filloy
Juan Filloy (1. srpna 1894, Córdoba – 15. července 2000, tamtéž) byl argentinský spisovatel. Do dnešní doby není příliš znám, nicméně jeho dílo je velmi rozsáhlé a jazykově bohaté. Věnoval se převážně psaní románů, avšak povoláním byl soudce. Jeho romány jsou charakteristické mimořádně bohatým slovníkem, košatými větami, množstvím literárních odkazů a šíří jazykových rejstříků, od filozofie až po hovorovou a vulgární mluvu.

## Životopis
Narodil se v argentinské Córdobě, kde prožil většinu svého života, během něhož obdržel řadu ocenění včetně nominace na Nobelovu cenu za literaturu.
Napsal 55 románů, jež měly všechny sedmipísmenný název. K nejznámějším patří: Caterva, ¡Estafen!, Aquende, La Purga, Metopas, Periplo, Sexamor, Tal Cual a Zodíaco. Vytvořil též více než 6000 palindromů a novotvarů, jež vešly do všeobecného povědomí.[zdroj?]
Juan Filloy hovořil sedmi jazyky. Do češtiny byl přeložen jeho román Op Oloop.